# Irina Dvorovenko
Irina Vladimirovna Dvorovenko (ukrainien : Ірина Володимирівна Дворовенко ; russe : Ирина Владимировна Дворовенко) est une actrice américaine d’origine ukrainienne, ancienne première danseuse de l’American Ballet Theatre.

## Biographie
Dvorovenko est née le 28 août 1973 à Kiev, Ukraine, à l’époque de l'Union soviétique. Elle commence des études de danse à l’âge de 10 ans à l’École de danse du Ballet national d'Ukraine à Kiev.
Elle est mariée à Maxim Beloserkovsky, danseur principal à l’American Ballet Theatre. De leur union nait, en 2005, une fille prénommée Emma Galina.

## Carrière
Dvorovenko est une actrice américaine et ancienne première danseuse.

### Danseuse principale
Elle rejoint le corps de ballet de l’opéra de Kiev en 1990 comme soliste puis devient  première danseuse en 1992. Avec cette compagnie, elle danse Gamzatti  (La Bayadère), le rôle titre de Cendrillon et de Paquita, Kitri et Mercédès de Don Quichotte, Giselle et Myrta (Giselle)), la fée dragée (Casse-noisette), la princesse Aurore et la princesse Florine (La Belle au bois dormant), Odette-Odile (Le Lac des cygnes) ; ainsi que le pas de deux du Corsaire, de Diane and Actéon et celui de Tchaïkovsky.
Dvorovenko intègre le corps de ballet de l’American Ballet Theatre en août 1996. Elle est promue soliste dès 1997 puis danseur principal en août 2000. Pour cette compagnie, elle interprète Mathilda Kchessinska et la Tsarine d’Anastasia, Gamzatti et une Ombre (La Bayadère), la Bonne Fée de Cendrillon, Swanilda (Coppélia), Medora  (Le Corsaire), Kitri et Mercedes (Don Quichotte)', le pas de deux de Myrta et du paysant (Giselle), Valencienne de La Veuve joyeuse, Cerrito  (Pas des Déesses), la Sirène du Fils Prodigue, Rosaline (Roméo et Juliette), les fées Bienveillace et Temperament, la fée Lilas et la princesse Florine (La Belle au bois dormant), Coupava (La Demoiselle des neiges), le pas de trois et le personnage d’Odette-Odile du  Lac des cygnes, Katherina (La mégère apprivoisée), rôle titre du Premier concerto pour violon de Bruch et Études ainsi qu’un rôle qui la met en valeur dans  Push Comes to Shove, un ballet de Twyla Tharp. Elle crée également le rôle titre des Variations sur un thème de Haydn par Brahms.
Elle danse pour la dernière fois au sein de l’American Ballet le 18 mai 2013. Ce même mois, au New York City Center, elle interprète le personnage de Vera Baronova dans la production On Your Toes du groupe Encores,. Elle commence ensuite une carrière cinématographique.

### L’actrice
Dvorovenko parait au générique des acteurs principaux de séries télévisées américaines prisées telles que Flesh and Bone (Kiira) en 2015, mais aussi au générique de rôles secondaires : The Blacklist, Forever (Odessa)  diffusée en 2014 ou encore Power (Tatiana, à partir de la saison 3), The Americans

## Récompenses
- 1987 : Diplôme et Grand Prix du Concours de danse ukrainien, catégorie junior
- 1988 : Diplômée au Concours international de danse de Moscou, catégorie junior
- 1990 : Médaille d’argent au Concours international de danse Jackson
- 1991 : Médaille de bronze au Concours international d’Qsaka (Japon)
- 1992 : Médaille d’or et Prix « Anna Pavlova » au Concours international de danse de Moscou
- 1994 : Grand Prix du Concours international Sege Lifar en Ukraine.